# Ars nova (Musik)

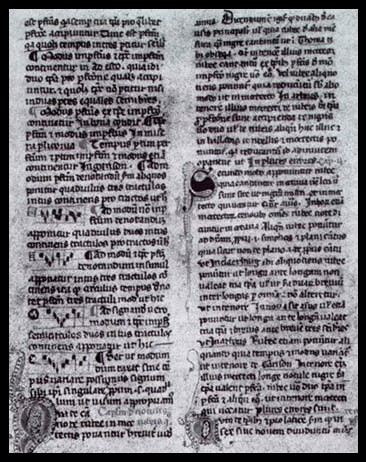
Seite der Abhandlung Ars nova

Ars nova (deutsch neue Kunst) ist eine Epoche der Musikgeschichte im Frankreich des 14. Jahrhunderts, welche die Ars antiqua ablöst. In dieser Zeit entsteht eine hochentwickelte, zum großen Teil mehrstimmige Vokalmusik. Gelegentlich wird der Begriff auch allgemeiner für die Entwicklung der mehrstimmigen Musik im Europa des 14. Jahrhunderts insgesamt verwendet.

## Abgrenzung
Die Bezeichnung geht zurück auf den Titel der Abhandlung Ars nova, die Philippe de Vitry zugeschrieben wird und die etwa 1322/23 erschienen ist. Im entsprechenden Artikel von Die Musik in Geschichte und Gegenwart wird aber angezweifelt, dass es sich hierbei überhaupt um einen förmlichen, programmatischen Traktat gehandelt hat. Ein anderer wichtiger Traktat ist die kurz davor verfasste Notitia artis musicae des Musiktheoretikers Johannes de Muris, in dem die neue, verbesserte Mensuralnotation erläutert wird, welche die Möglichkeiten der Notation beim Rhythmus stark erweiterte. Auf deren Grundlage entstehen in dieser Zeit, vergleicht man es mit den Werken der Ars antiqua, harmonisch und rhythmisch sehr komplexe und differenzierte Kompositionen, die dabei durchaus emotional motiviert und zugleich hoch expressiv sind. Konkret wurden jetzt auch zweizeitige imperfekte Teilungen der Notenwerte akzeptiert und verwendet. Zuvor waren beinahe ausschließlich Dreiteilungen vorhanden, deren Notwendigkeit von der Dreieinigkeit Gottes abgeleitet war. Der Dichtermusiker Guillaume de Machaut verknüpfte verschiedene Kompositionsmittel in seiner Messe de Nostre Dame und fand damit einen bis dato unerhörten Ausdruck. Sie ging als erste Komposition der musikalischen Teile des Ordinariums eines einzelnen, bekannten Komponisten in die Musikgeschichte ein.

## Ablehnung
Die ars nova traf bei ihrem Erscheinen auf heftigen Widerstand der Verfechter der Alten Kunst (ars antiqua) unter ihrem Wortführer Jakobus von Lüttich, der in seinem Specimum musicae (um 1330, in Band 7, Kapitel XLIII) auf die Unterschiede von Ars antiqua (mensurabilis) und Ars nova eingeht. Als Papst Johannes XXII. in der Bulle Docta sanctorum patrum 1322 die Aufführung der neuen Musik in der Kirche verbot, fand die Musik vor allem beim höfischen Adel Anhängerschaft und Unterstützung; in diesem Umfeld entstanden vermehrt weltliche Musikformen.

## Gattungen
Die vorherrschenden Gattungen der Ars nova sind neben der Motette verschiedene mehrstimmige Liedformen (Ballade, Rondeau, Virelai). Als formale Kompositionsprinzipien entwickeln sich Isoperiodik und Isorhythmik. Höhepunkt der Entwicklung stellt die isorhythmische Motette dar.

## Komponisten
Die herausragenden Künstler der Ars nova waren unter anderem Philippe de Vitry und Guillaume de Machaut (um 1300–1377). Als früheste Quelle für den neuen Stil gilt die Handschrift F-Pn146, die unter anderem den Roman de Fauvel enthält. Das Manuskript von Ivrea (I–IV 115) ist wahrscheinlich im südostfranzösischen Raum entstanden und ist mit insgesamt 37 Motetten die umfangreichste erhaltene Motettensammlung der Ars nova. Drei Motetten werden Machaut zugeschrieben. Seine Autorschaft ist relativ sicher, denn sie sind ebenfalls in der Handschrift Machaut 2 (F-Pn 1586) enthalten. Auch Vitry werden enthaltene Motetten zugeschrieben.

## Weiterführung
Die italienische Entsprechung bzw. Weiterentwicklung der Ars nova führte zur sogenannten Trecento-Notation, die vergleichbare, aber geringfügig andere Möglichkeiten der Differenzierung der Notenwerte bot. Bekanntester italienischer Komponist dieser Zeit war Francesco Landini. Als eine Art Fortsetzungs- bzw. Nebenzweig der Ars nova kann die bis ins 15. Jahrhundert anhaltende Ars subtilior gesehen werden.